# Katedra Świętego Pawła w Tiranie
Katedra Świętego Pawła (alb. Katedralja e Shen Palit) – rzymskokatolicka katedra archidiecezji Tirany-Durrës w stolicy Albanii - Tiranie. Usytuowana nad brzegiem rzeki Lany. Obecnie największa świątynia katolicka w kraju. Jest to nowoczesna świątynia wybudowana w latach 2000–2001. We wnętrzu znajdują się witraże przedstawiające Matkę Teresę i papieża Jana Pawła II. Mieści się przy bulwarze Zhan D'Ark.